# Schnaitbacher Urkunde
In der Schneitbacher Urkunde vom  2. Januar 1302 gewährten wegen finanzieller Schwierigkeiten im Herzogtum die  Herzöge Rudolf I. und Ludwig IV. den oberbayerischen Landständen, das heißt, dem versammelten Adel, Klerus und Städten, das Privileg der Steuerbewilligung.
Im Gegenzug willigte der versammelte Adel in eine „gemaine viechstewr“ ein, unter der Bedingung, dass diese Viehsteuer eine einmalige Abgabe bliebe und künftige Forderungen nicht gegen seinen Willen eingeführt würden. Dieses zugesicherte Steuerbewilligungsrecht der Landstände markiert zusammen mit der Ottonischen Handfeste von 1311 den Beginn des Parlamentarismus in Bayern.